# Diego de Valera
Mosén Diego de Valera (Cuenca, c. 1412 – Puerto de Santa María, c. 1488), foi humanista, diplomata, tradutor e historiador espanhol. Apoiado pela corte de Castela, aos quinze anos, foi eleito escudeiro de Dom João II e mais tarde se tornou um de seus agentes diplomáticos. Tomou parte nas campanhas contra os hussitas. Lutou na Batalha de Toro, em 1 de Março de 1476, durante a Guerra de Sucessão de Castela, entre as tropas portuguesas e castelhanas joanistas de D. Afonso V (1432-1481), e castelhanas isabelinas de Fernando II, rei de Aragão, Leão e Castela (1452-1516).

## Biografia
Era filho, provavelmente bastardo, de Alonso García Chirino, médico particular de Henrique III e João II, e descendente de Atanso Pérez Chirino, que assistiu a Conquista de Cuenca em 21 de Setembro de 1177, tendo recebido de Alfonso VIII (1155-1214) mercês e propriedades. Sua mãe se chamava María de Valera, a quem se supõe ser neta do cavaleiro Juán Fernández de Valera, o Jovem, governante de Cuenca e criada da casa de Don Enrique de Villena, a quem dedicou alguns tratados. Sua madrasta era Violante López de Toledo, com quem tinha quatro meio-irmãos, um deles se chamava Juan Alonso Cherino, que fora enviado por D. João II a Durango, junto com o Frei Francisco de Soria, para realizar as primeiras indagações sobre o movimento herético nascente e ferozmente reprimido.
Mosén Diego de Valera foi escudeiro de D. João II de Castela em 1427, e três anos depois, ocupou o mesmo cargo com o príncipe Henrique; foi nomeado cavaleiro durante o assédio de Huelma e teve uma vida praticamente cavalheiresca, todavia, era educado e renomado humanista; serviu ao rei, lutou nas Batalhas de Toro e de Higueruela (1 de Julho de 1431) e desde 1437 viajou por toda a Europa, servindo aos reis Carlos VIII de França durante o assédio de Montreal contra os ingleses em 1444, e ao rei da Hungria, Alberto I da Boêmia (1397-1439), a quem deu apoio na cidade de Praga contra os rebeldes hussitas, recebendo dele as condecorações da Ordem do Dragão e da Águia Branca, dentre outras recompensas.
D. João II, por sua vez, lhe outorgou a divisa da Ordem da Escama e o tratamento de "mosén", mais frequente em Aragão do que em Castela. Foi procurador por Cuenca nas Cortes de Tordesilhas (1447) e também embaixador de Castela em diversas atribuições do rei na Dinamarca, Inglaterra, Borgonha e França. Ao retornar, aderiu aos adversários do condestável Álvaro de Luna (1388-1453), contribuindo para a sua queda. Em Sevilha, em 1454 foi tutor na família de Álvaro de Zúñiga (1410-1488) e depois foi nomeado juiz-mor de Palência (1462) e mestre-sala de Henrique IV e Fernando, o Católico, de quem foi também conselheiro. Em 1478 era corregedor em Segóvia, cargo que abandonou em 1480. Desde 1467, esteve a serviço do Duque de Medinaceli. Foi casado com María de Valência. Morreu sendo alcaide do castelo do duque em 1488.

## Obras

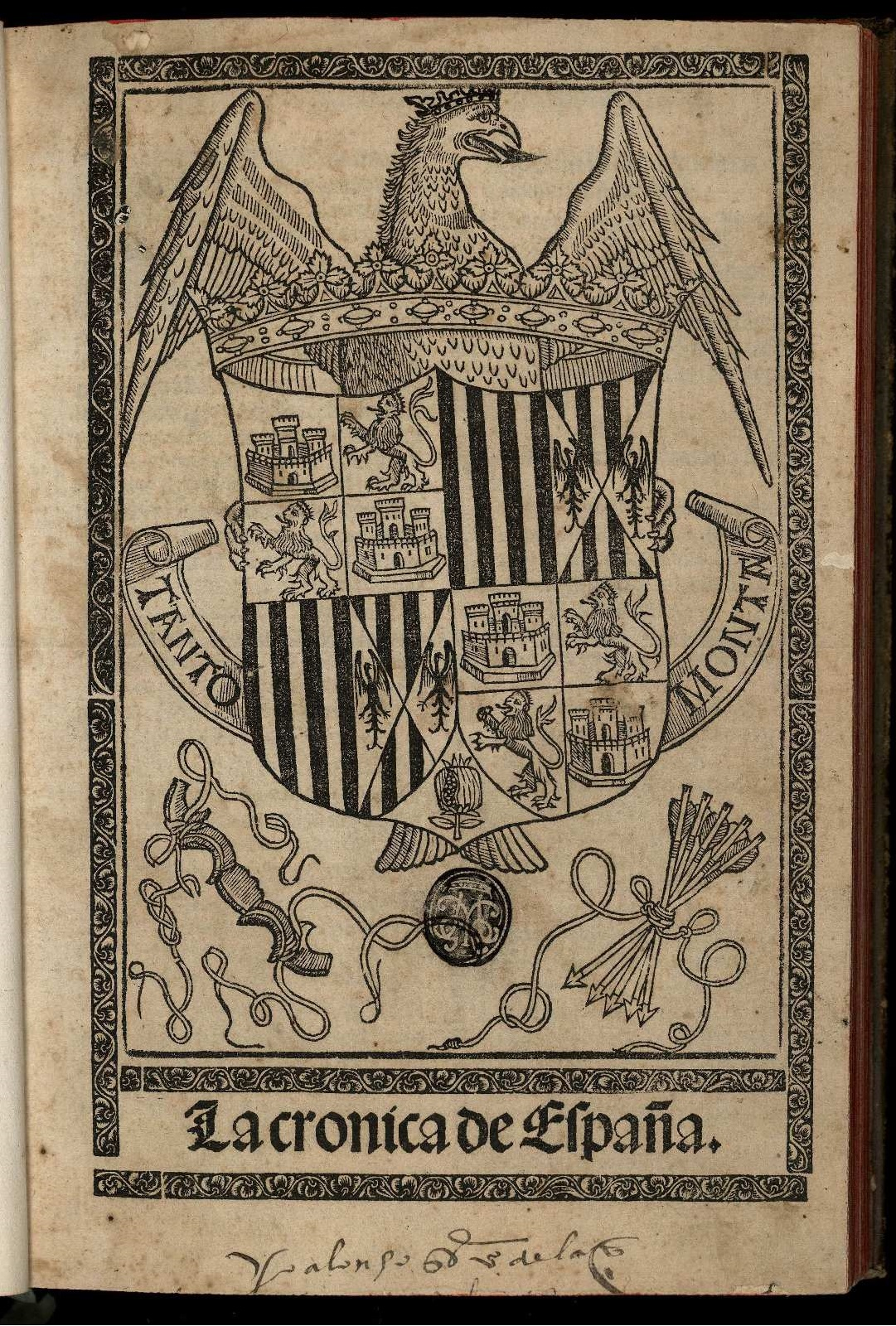
La Crónica de España, Diego de Valera, 1493

### Obras Históricas
- Memorial de diversas fazañas
- Crónica de los Reyes Católicos
- Historia de la casa de Zúñiga
- Genealogía de los reyes de Francia
- Crónica de España (Sevilla: Alfonso del Puerto, 1482), impresso várias vezes.

### Romances de cavalaria
- Tratado de los rieptos e desafíos que entre los cavalleros y hijosdalgo se acostumbran hazer, según las costumbres de España, Francia e Inglaterra, en el qual se contienen quáles y quántos son los casos de traición e de menosvaler e las enseñas e cotas darmas, compuesto según Ángel Gómez Moreno entre 1458 y 1467.
- Ceremonial de príncipes Valencia: Juan Viñao, c. 1517.
- Preeminencias y exenciones de los oficiales de armas
- Defensa de virtuossas mugeres.

### Filosofia e Moral
- Providencia contra Fortuna (Sevilla, 1502)
- Tratado de exhortación y comendación de paz
- Breviloquio de virtudes

### Outras obras
- Cartas de Diego de Valera, 1486
- Espejo de verdadera nobleza
- Doctrinal de príncipes (1469-10-08 a quo - 1488 ad quem?)
- Salmos penitenciales
- Cancionero

### Traduções
- Árbol de batallas, traduzido da obra de Honoré Bouvet (1345?-1405?)